# Juttaporn Krasaeyan
Juttaporn Krasaeyan (thailändisch จุฑาภรณ์ กระแสญาณ; * 13. Februar 1971 als Wu Xianchun, chinesisch 武宪春, Pinyin Wǔ Xiànchūn) ist eine ehemalige thailändische Leichtathletin chinesischer Herkunft, die sich auf das Kugelstoßen spezialisiert hat und ab 1997 für Thailand an den Start ging. Ihren größten Erfolg feierte sie mit dem Gewinn der Goldmedaille bei den Asienmeisterschaften 2002 in Colombo, womit sie eine von nur vier Athletinnen ist, die nicht den Titel für die Volksrepublik China gewinnen konnte.

## Sportliche Laufbahn
Erste internationale Erfahrungen sammelte Juttaporn Krasaeyan im Jahr 1995, als sie für China bei der Sommer-Universiade in Fukuoka mit einer Weite von 18,31 m die Goldmedaille im Kugelstoßen gewann. 1997 siegte sie für Thailand mit 17,25 m bei den Südostasienspielen in Jakarta und im Jahr darauf sicherte sie sich bei den Asienspielen in Bangkok mit neuem thailändischen Landesrekord von 18,24 m die Bronzemedaille hinter den Chinesinnen Li Meisu und Cheng Xiaoyan. 1999 siegte sie mit 17,85 m im Kugelstoßen bei den Südostasienspielen in Bandar Seri Begawan und gewann dort mit 51,48 m auch die Bronzemedaille im Diskuswurf. Anschließend startete sie im Kugelstoßen bei den Weltmeisterschaften in Sevilla und schied dort mit 17,39 m in der Qualifikationsrunde aus. 2001 siegte sie bei den Südostasienspielen in Kuala Lumpur mit 17,24 m und 48,08 m erneut im Kugelstoßen und im Diskuswurf. Im Jahr darauf siegte sie mit einem Stoß auf 18,05 m bei den Asienmeisterschaften in Colombo und belegte anschließend beim IAAF World Cup in Madrid mit 17,25 m den achten Platz, ehe sie bei den Asienspielen in Busan mit 17,53 m die Bronzemedaille hinter der Chinesin Li Meiju und Lee Myung-sun aus Südkorea. 2003 belegte sie bei den Asienmeisterschaften in Manila mit 17,52 m den fünften Platz im Kugelstoßen und gewann anschließend bei den Afro-Asiatischen Spielen in Hyderabad mit 16,63 m die Bronzemedaille hinter den Chinesinnen Li Meiju und Li Fengfeng. Daraufhin gewann sie bei den Südostasienspielen in Hanoi mit 15,41 m die Bronzemedaille hinter den Singapurerinnen Du Xianhui und Zhang Guirong und auch im Diskuswurf gewann sie mit 48,81 m hinter diesen beiden Athletinnen die Bronzemedaille. Im Jahr darauf nahm sie an den Olympischen Sommerspielen in Athen teil und verpasste dort mit 16,49 m den Finaleinzug.
2005 gewann sie bei den Hallenasienspielen in Bangkok mit 15,52 m die Bronzemedaille hinter der Chinesin Li Ling und Zhang Guirong aus Singapur. Kurz darauf gewann sie auch bei den Südostasienspielen in Manila mit 14,15 m die Bronzemedaille hinter Zhang Guirong und Du Xianhui aus Singapur und sicherte sich mit 48,93 m die Silbermedaille hinter Du Xianhui im Diskuswurf. Im Jahr darauf gewann sie bei den Hallenasienmeisterschaften in Pattaya mit 15,34 m die Silbermedaille im Kugelstoßen hinter der Chinesin Qian Chunhua und 2007 belegte sie bei den Asienmeisterschaften in Amman mit 15,27 m und 49,79 m den fünften und sechsten Platz mit der Kugel und im Diskuswurf. Anschließend gewann sie bei den Hallenasienspielen in Macau mit 15,69 m die Silbermedaille im Kugelstoßen hinter der Chinesin Li Fengfeng und daraufhin sicherte sie sich bei den Südostasienspielen in Nakhon Ratchasima mit 49,46 m die Silbermedaille im Diskuswurf hinter der Indonesierin Dwi Ratnawati und im Kugelstoßen gewann sie mit 16,06 m ebenfalls die Silbermedaille hinter Zhang Guirong. 2008 sicherte sie sich bei den Hallenasienmeisterschaften in Doha mit 14,73 m die Bronzemedaille hinter der Chinesin Gong Lijiao und Iolanta Uljewa aus Kasachstan. 2009 gewann sie bei den Hallenasienspielen in Hanoi mit 16,12 m die Silbermedaille hinter der Iranerin Leila Rajabi und anschließend belegte sie bei den Asienmeisterschaften in Guangzhou mit 16,02 m und 48,37 m die Ränge sechs und sieben im Kugelstoßen und mit dem Diskus. Im Dezember gewann sie bei den Südostasienspielen in Vientiane mit 15,77 m die Silbermedaille mit der Kugel hinter Zhang Guirong und im Diskuswurf gewann sie mit 49,12 m die Bronzemedaille hinter Dwi Ratnawati und ihrer Landsfrau Siwaporn Warapiang. 2011 gewann sie bei den Südostasienspielen in Palembang mit 14,37 m die Bronzemedaille im Kugelstoßen hinter Zhang Guirong und deren Landsfrau Wan Lay Chi und gelangte zudem im Diskusbewerb mit 44,67 m auf den fünften Platz. 2013 wurde sie bei den Südostasienspielen in Naypyidaw mit 12,54 m Vierte im Kugelstoßen und beendete daraufhin ihre aktive sportliche Karriere im Alter von 43 Jahren.
In den Jahren von 2002 bis 2004 sowie von 2006 bis 2009 wurde Juttaporn thailändische Meisterin im Kugelstoßen sowie 2004 und 2008 auch im Diskuswurf.

## Persönliche Bestleistungen
- Kugelstoßen: 18,24 m, 15. Dezember 1998 in Bangkok (thailändischer Rekord)
  - Kugelstoßen (Halle): 16,17 m, 1. März 2005 in Tianjin (thailändischer Rekord)
- Diskuswurf: 51,48 m, 11. August 1999 in Bandar Seri Begawan